# 东方野豌豆
东方野豌豆（学名：Vicia japonica）为豆科野豌豆属的植物。分布在俄罗斯、朝鲜、日本以及中国大陆的西北、东北、华北等地，生长于海拔600米至3,700米的地区，多生于河谷、山崖及坡地林下，目前尚未由人工引种栽培。

## 别名
日本野豌豆（中国景要植物图说. 豆科）